# Эдмунд Батлер, граф Каррик
Эдмунд Батлер (англ. Edmund Butler, Earl of Carrick; 1268 — 13 сентября 1321, Лондон) — ирландский аристократ и пэр, 6-й главный кравчий Ирландии (1299—1321) и граф Каррик (1315—1321), лорд-юстициарий Ирландии (1303—1305, 1312—1313, 1314—1317).

## Биография
Второй сын Теобальда Батлера, 4-го главного кравчего Ирландии (1242—1285), и Джоан Фицджон (ум. 1303), младшей дочери Джона Фиц-Джеффри (ок. 1205—1258), лорда-юстициария Ирландии (1245—1255).
В 1299 году после смерти своего старшего брата Теобальда Батлера (1269—1299) Эдмунд Батлер унаследовал родовые владения и церемониальную должность главного кравчего Ирландии. В 1303 году он был назначен лордом-юстициарием Ирландии с жалованьем в размере 500 фунтов в год. В 1309 году Эдмунд Батлер был пожалован в рыцари королем Англии Эдуардом II Плантагенетом в Лондоне. В 1312 году он одержал победу над ирландскими кланами О’Берн и О’Тул в Гленмалере.
Вместе с Джоном де Бирмингемом, 1-м графом Лаута, и Роджером Мортимером Эдмунд Батлер участвовал в военной кампании против графа Эдварда Брюса. 1 сентября 1315 года король Эдуард II пожаловал Эдмунду Батлеру титул графа Каррика. Эдмунд Батлер получил во владение замки Каррик-он-Шур и Роскрей в графстве Типперэри. В ноябре 1320 года Эдмунд Батлер получил от короля во владение земли Уильяма де Каррана в графстве Уотерфорд.
В 1317 году после поражения в борьбе против шотландцев под руководством графа Эдварда Брюса Эдмунд Батлер был заменён на должности юстициария Ирландии Роджером Мортимером, 1-м графом Марчем.
В 1321 году Эдмунд Батлер отправился в паломничество в Сантьяго-де-Компостела, но скончался в Лондоне 13 сентября 1321 года. Он был похоронен в соборной церкви Святой Марии в Гауране, графство Килкенни, 10 ноября 1321 года.

## Брак и дети
Эдмунд Батлер в 1302 году женился на Джоан Фицджеральд (1281—1320), дочери Джона Фицджеральда, 1-го графа Килдэра (ок. 1250—1316), и Бланш де Ла Роше. Их дети:
- Джеймс Батлер, 1-й граф Ормонд (1304—1338), преемник отца
- Джон Батлер из Клонамиклона (1305—1330), родоначальник виконтов Икеррин и графов Каррик (пэрство Ирландии)
- Лоуренс Батлер (1306 — 6 января 1338)
- Джоан Батлер (1309 — 3 ноября 1405), муж с 1321 года сэр Роджер Мортимер, второй сын Роджера Мортимера, 1-го графа Марча
- Маргарет Батлер, жена сэра Томаса Диллона из Драмрэни, предка виконтов Диллон[1]
- Элис Батлер (ум. 15 марта 1356)
- Уильям Батлер (ум. 1361).